# 프랭크 벨로
프랭크 벨로(Frank Bello, 1965년 7월 9일) 미국 헤비메탈 밴드 앤스랙스의 베이시스트이다.